# 시스템 소프트웨어
시스템 소프트웨어(system software, 문화어: 체계소프트웨어)는 응용 소프트웨어를 실행하기 위한 플랫폼을 제공하고 컴퓨터 하드웨어를 동작, 접근할 수 있도록 설계된 컴퓨터 소프트웨어이다. 컴퓨터 시스템의 운영을 위한 모든 컴퓨터 소프트웨어에 대한 일반 용어이다.
시스템 소프트웨어는 사용자의 문제를 직접 해결하는 응용 소프트웨어와는 반대의 개념이다.
시스템 소프트웨어는 메모리에서 하드 디스크로 데이터를 전송한다든지 문자열을 디스플레이 장치로 출력하는 등의 작업을 수행한다. 시스템 소프트웨어에는 로더, 운영 체제, 장치 드라이버, 프로그래밍 도구, 컴파일러, 어셈블러, 링커, 유틸리티 등이 포함한다.
소프트웨어 라이브러리는 시스템 소프트웨어로 간주되기도 하지만 명확하게 구분되지는 않는다. C 런타임 라이브러리는 보통 시스템의 일부로 여기지만, 오픈GL이나 데이터베이스 라이브러리의 경우는 명확하지 않다.
시스템 소프트웨어는 집적 회로의 비휘발성 기억 장소에 위치하는 경우가 있으며, 이를 보통 펌웨어로 부른다.

## 시스템 소프트웨어의 분류와 예
- 부트 로더
- 운영 체제
- 장치 드라이버
- 셸
- 로더
- 라이브러리
  - C 표준 라이브러리 등
- 부호 생성 도구
  - 컴파일러

## 같이 보기
- 소프트웨어 공학
- 상용 소프트웨어
- 응용 소프트웨어

## 참조
1. ↑  “What is software? - Definition from WhatIs.com”. Searchsoa.techtarget.com. 2010년 10월 27일에 원본 문서에서 보존된 문서. 2012년 6월 24일에 확인함.